# Мольта (Зиминский район)
Мольта — участок в Зиминском районе Иркутской области России. Входит в состав Харайгунского муниципального образования.

## География
Находится примерно в 22 км к северо-востоку от районного центра.

## Население
| 2002 | 2010 | 2011 | 2012 |
| ---- | ---- | ---- | ---- |
| 217  | ↘37  | →37  | ↗41  |

Гендерный состав
По данным Всероссийской переписи, в 2010 году в населённом пункте проживало 37 человек (20 мужчин и 17 женщин).